# Nicolas (prénom)
Pour les articles homonymes, voir Nicolas, Saint Nicolas et Saint-Nicolas.
Cette page présente le prénom Nicolas ainsi que ses variantes.
Nicolas est un prénom masculin d’étymologie grecque.

## Étymologie
Nicolas provient du latin Nicolaus emprunté au grec Νικόλαος / Nikólaos, de νίκη / níkê « victoire » et λαός / laós « peuple ». Il est fêté le 6 décembre.

## Fête et saint patron
Saint Nicolas, plusieurs saints du christianisme dont le plus célèbre est saint Nicolas de Myre.
Saint-Nicolas est reconnu comme le protecteur des enfants, des Lorrains, de la Russie, des avocats (pour le barreau de Paris), des marins et naufragés. La fête de la Saint-Nicolas est fêtée chaque 6 décembre. Elle est très célèbre dans l’est de la France (Lorraine et Alsace). Elle est également célébrée dans le nord de la France et dans les pays du nord de l'Europe dont la Belgique, les Pays-Bas, le Luxembourg, l’Autriche, l'Allemagne et une partie de la Suisse. Avec saint Yves, Saint-Nicolas protège la profession des avocats et les opprimés qui font appel à lui selon la religion catholique.

## Expression populaire
En France, l'expression « C'est Nicolas qui paye ! » est utilisée sur les réseaux sociaux à partir du milieu des années 2020 pour évoquer une lassitude des contribuables  de classes moyenne et populaire concernant certaines dépenses de l’État considérées comme abusives. L'expression devenue virale est surtout reprise par des comptes politiques de droite et d'extrême droite,.

## Variantes
- Albanais : Nikollë.
- Allemand : Klaus, Nikolas, Nicolas, Nicolaus, Claus, Niklaus, Nikolaus, Niklas.
- Anglais : Nicholas, Nicolas, Nick, Nicky.
- Arabe levantin : نيكولاس (phonétique : Nīqolā)
- Arménien : Նիկողոս (Nigoghós).
- Breton : Nikolaz, Nikolazig.
- Bulgare : Никола (Nikola).
- Catalan : Nicolau.
- Corse : Niculaiu, Niculau, Nicolu.
- Croate: Nikola, Niko, Nikica.
- Danois : Niklas, Klaus, Nikolas, Nicolas, Niels, Nicklas, Nikolai, Nicolai, Nikolaj, Niclas, Nilas, Claus, Nis.
- Dhivehi : ނިކޮލަސް
- Espagnol : Nicolás.
- Français : Nicolas, Nico, Colas, Colin.
- Finnois : Niklas, Niko, Niilo, Nikolai, Nicolas, Launo
- Géorgien : ნიკოლოზ (Nikoloz).
- Grec : Nikólaos (Νικόλαος), diminutif Níkos (Νίκος).
- Hébreu : Nicodème.
- Hongrois : Miklós, Nikola.
- Irlandais : Nioclás.
- Islandais : Nils, Nikulás, Nicolas, Níels.
- Italien : Nicola, Nicolas, Nicolò.
- Letton : Niklāvs, Klāvs, Nikolass, Nikolajs.
- Lituanien : Mikalojus, Nikolajus.
- Luxembourg : Nicolas.
- Macedoine : Никола (Nikola), Коле (Kole), Кољо (Koljo), Николче (Nikolče), Николе (Nikole).
- Malte : Nikkolas.
- Belgique : Niklaas, Nicolas.
- Néerlandais : Nicolaas, Nicolas.
- Norvégien : Nikolás, Nickolas[6], Nicklas, Nils, Niko.
- Occitan : Nicolau, Micolau.
- Poitevin : Cola, Colin, Nicoula, Colinét.
- Polonais : Mikołaj, Nicolas.
- Portugais : Nicolau, Nicolas, Nicolao.
- Québec : Nicolas, Nico.
- Roumanie : Nicoară, Nicolae, Nicolas, Nicu.
- Russie : Николай (Nikolaï), Коля (Kolia, diminutif), Nikita, Nicolas.
- Serbe : Никола (Nikola).
- Slovaque : Nikolas, Nicolas.
- Suédois : Nels, Niklas, Niclas, Nicklas, Nicolas, Nils, Klas, Claes[7].
- Tchèque : Mikuláš, Nicolas.
- Ukrainien : Микола (Mykola).

## Dérivés

### Dérivés patronymiques
Nicolas est aussi un patronyme qui a donné de nombreux noms de famille dérivés.

### Diminutifs masculins en français
- Colas, Colin, Collin et Nico qui sont aussi des prénoms à part entière ainsi que Nicolin[1].

### Formes féminines françaises
- Nicole et Nicolette et les diminutifs Colette, Coline et Colinette[1].
- Nico est un prénom mixte.

### Prénom composé
- Jean-Nicolas

## Histoire
En Lorraine, le prénom est particulièrement populaire entre le XVIIe et le XIXe siècle, en raison de la popularité de saint Nicolas : par exemple, 20 % des naissances de Beaulieu-en-Argonne au début du XIXe siècle. À Raon-aux-Bois, il s'agit de 10 % des naissances entre 1644 et 1792, et autour de 7 % au XVIIe siècle à Aouze et Aroffe.
Le prénom Nicolas connaît un succès particulier en France aux XXe et XXIe siècles : il y est donné à plus d'un enfant sur 100 depuis plus de trente ans (alors que beaucoup de prénoms connaissent des modes plus brèves). Peu donné jusqu'à la fin des années 1950, le prénom Nicolas a été en forte croissance au cours des années 1970 pour culminer entre 1980 et 1983 (une naissance masculine sur vingt). Sa popularité a ensuite baissé pour remonter a nouveau en seconde position entre 1994 et 1996 dans plusieurs régions de l'Est et du sud de la France,.

## Occurrence
En 2020, environ 383926 français portent ce prénom. Son année record d'attribution est 1980 avec 21805 naissances. il faut noter que 98 filles portent ce prénom en France.

## Personnalités portant ce prénom
Pour les articles sur les personnes portant ce prénom, consulter la liste générée automatiquement pour Nicolas.

### Hommes d'Église
- Nicolas de Myre, archevêque (IVe siècle), plus connu sous le nom de Saint Nicolas patron des écoliers, des étudiants, des marins, de la Lorraine, célébré le 6 décembre à la Saint-Nicolas.
- Nicolas de Flue, saint patron de la Suisse
- Nicolas Ier, pape (858-867)
- Nicolas II, pape (1058-1061)
- Nicolas III, pape (1277-1280)
- Nicolas IV, pape (1288-1292)
- Nicolas V, pape (1447-1455)
- Nicolas V, antipape (1328-1330)
- Nicolas Psaume, Évêque de Verdun
- Nicolas fut patriarche de Moscou de 1097 à 1101.
- Nicolas de Lyre (vers 1270–1349), théologien et exégète français
- Nicolas de Cues (1401-1464), cardinal et penseur allemand,
- Nicolas Alexandre, médecin bénédictin (1654-1728)
- Nicolas, l'un des sept premiers diacres de l'Église, qui est à l'origine du Nicolaïsme.
- Voir aussi Saint Nicolas

### Souverains et princes

#### LorraineetBarrois
- Nicolas Ier, duc de Lorraine
- Nicolas II, duc de Lorraine et de Bar
- Nicolas de Lorraine-Joinville
- Nicolas de Lorraine-Mercœur

#### Mecklembourg
- Nicolas Ier de Mecklembourg
- Nicolas Ier de Mecklembourg-Werle

#### Monténégro
- Nicolas Ier, roi de Monténégro,
- Nicolas de Monténégro

#### Roumanie
- Nicolas de Roumanie
- Nicolas de Roumanie (1985)

#### Russie
- Nicolas Ier, tsar de Russie
- Nicolas II, tsar de Russie
- Nicolas Nicolaevitch de Russie
- Nicolas Alexandrovitch de Russie
- Nicolas Mikhaïlovitch de Russie

#### Divers
- Nicolas Cage (1964-), acteur américain
- Nicolas de Laodicée (IVe siècle), philosophe et exégèse d'Aristote
- Nicolas Ier roi de Danemark,
- Nicolas de Grèce
- Prénom attribué par certaines traditions historiographiques à Monsieur d’Orléans (1607-1611)
- Nicolas Micault, seigneur d'Yndevelde.
- Nicolas de Condorcet
- Nicolas de Largillierre

## Personnages de fiction portant ce prénom
- Nicolas, communard dans la chanson d’Eugène Pottier, Elle n’est pas morte ! Aux survivants de la Semaine sanglante (1885)
- Nicolas, un mercenaire dans la chanson de Jean Ferrat Les mercenaire (1958)
- Nicolas, l'enfant du divorce dans la chanson de Gérard Lenorman Voici les clés (1976)
- Nicolas, le premier amour de Sylvie Vartan dans la chanson éponyme Nicolas (1979)
- Nicolas, le héros de Nicolas et Marjolaine, une chanson de Dorothée.
- Colas, le petit garçon héros de la berceuse Fais dodo, Colas, mon p'tit frère

- Nicolas, héros des histoires de Le Petit Nicolas de René Goscinny illustrées par Jean-Jacques Sempé
- Nicolas Le Floch, personnage de fiction, héros d'une série de romans policiers écrits par Jean-François Parot
- Nicolas Rostov, un des personnages principaux du roman Guerre et Paix de Léon Tolstoï (publié en 1865)
- Klaus Weber, le père de famille Weber (Ilse, Rolf, Gisela) illustrant une méthode d'apprentissage de l'Allemand (années 1970)
- Nils, le héros du roman de Selma Lagerlöf Le Merveilleux Voyage de Nils Holgersson à travers la Suède (1906/1907).

- Nicolas, le héros du film Feu Nicolas, comédie de Jacques Houssin interprété par Rellys (1943)
- Colinot, le héros du film L'Histoire très bonne et très joyeuse de Colinot trousse-chemise de Nina Companeez (1973) interprété par Francis Huster
- Nicolas Vernier, un des protagonistes de la série française Hélène et les Garçons et de ses suites (années 1990 et 2000) interprété par Patrick Puydebat.
- Nicolas Barrel, un des personnages récurrents de la série télévisée française Plus belle la vie (depuis 2005) interprété par Nicolas Herman
- Nicholas Newman, un des protagonistes du feuilleton américain Les Feux de l'amour (depuis 1994) interprété par Joshua Morrow
- Nicolas, une marionnette formant un tandem célèbre avec Pimprenelle dans l'émission pour enfants Bonne nuit les petits
- Nicolas, contribuable fictif, sujet d'un mème Internet d'inspiration libertarienne[12],[13]